# 玛尔吉塔·普费
玛尔吉塔·普费（德語：Margitta Pufe，1952年9月10日—），德国女子田径运动员。她曾代表东德参加1976年和1980年夏季奥林匹克运动会田径比赛，其中1980年奥运会获得一枚铜牌。